# Distrikt Ocallí
Der Distrikt Ocallí ist einer der 23 peruanischen Distrikte, welche die Provinz Luya in der Region Amazonas bilden. Der Distrikt hat eine Fläche von 177,39 km². Die Einwohnerzahl betrug beim Zensus 2017 3556.

## Geographische Lage
Im Norden grenzt der Distrikt Ocallí an den Distrikt Conila, im Osten an den Distrikt Inguilpata, im Süd-Osten an den Distrikt Ocumal, im Süd-Westen an den Distrikt Providencia, im Westen an die Region Cajamarca.
Ocallí ist Ort eines großen Marktes für Kaffeeproduzenten und -ankäufer.
Das Dorffest in Ocallí findet vom 25. bis zum 28. Oktober statt.

## Dörfer und Gehöfte des Distriktes Ocallí
- Ocallí
- Vista Alegre
- Santa Rosa
- Quispe
- La Ramada
- Tactamal
- Cocapampa
- Bronce
- Delo
- Rumichaca
- Lima Dulce
- Mariscal Castilla
- Tejallpa
- Comblón
- Nogal
- La Playa
- Olsa
- Las Palmeras de Quispe
- Ojo del Agua
- Opachín
- Celcho Cuzco
- La Jalca
- Arroyo Negro
- Yunga